# Харрис, Мэл
Мэл Харрис (англ. Mel Harris, род. 12 июля 1956) — американская актриса и бывшая модель.

## Ранние годы
Мэри Эллен Харрис родилась в Бетлехеме, штат Пенсильвания в семье преподавателя и футбольного тренера. В 1974 году она окончила среднюю школу Нью-Брансуика.

## Карьера
Мэл Харрис появилась в более шестидесяти фильмах и телешоу на протяжении своей карьеры. Она добилась наибольшей известности по своей роли в телесериале «Тридцать-с-чем-то» (1987—1991), за которую получала хорошие отзывы от критиков и была номинирована на премию «Золотой глобус» за лучшую женскую роль в телевизионном сериале — драма в 1990 году. В 1989 году журнал Harper’s Bazaar включил её в список «10 самых красивых женщин Америки». На большом экране она сыграла главную женскую роль в коммерчески успешном фильме «К-9» с Джеймсом Белуши, а также появилась в ряде менее заметных проектов. Она вернулась на телевидение в 1996 году с главной ролью в сериале «Кто-то прав», который был закрыт после двух сезонов. На более поздних этапах карьеры она появилась в сериалах «Западное крыло» и «Доктор Хаус», а также снялась в нескольких независимых фильмах.

## Личная жизнь
Харрис шесть раз была замужем, у неё двое детей от разных браков.

## Избранная фильмография
- 1986 — Взять живым или мёртвым/Wanted: Dead or Alive
- 1987—1991 — Тридцать-с-чем-то/thirtysomething
- 1988 — Шкаф Кэмерона/Cameron’s Closet
- 1989 — К-9/K-911
- 1992 — Воспитание Каина/Raising Cain
- 1993 — Дальние родственники/Distant Cousins
- 1993 — Швы/Suture
- 1994 — Последнее предательство/Ultimate Betrayal
- 1994 — Повелитель страниц/The Pagemaster
- 1994 — Секретарь/The Secretary
- 1995 — Тайна Шерон/Sharon’s Secret
- 1999 — Схватка в воздухе/Sonic Impact
- 2001 — Огненная ловушка/Firetrap
- 2001 — Ретриверы/The Retrievers
- 2003 — Проклятие повешенного/Hangman’s Curse
- 2004 — Семья в осаде/Dynamite
- 2006 — Мыслить как преступник/Criminal Minds
- 2006 — Доктор Хаус / House — Барбара Бардах
- 2009 — Жилец/The Lodger
- 2009 — Представь себе/Imagine That
- 2016 — Ясновидец/Shut Eye